# Натали Лартије
Натали Лартије (шп. Nathalie Lartilleux) мексичка је телевизијска продуценткиња продукцијске куће Телевиса.

## Извршни продуцент
| Година:    | Српски наслов:  | Оригинални наслов: | Главне улоге:                    |
| ---------- | --------------- | ------------------ | -------------------------------- |
| 2016.      | /               |                    | Паулина Гото и Хорасио Панчери   |
| 2014.      | Дивља мачка     |                    | Маите Перони и Данијел Аренас    |
| 2013.      | Неукротиво срце |                    | Ана Бренда и Данијел Аренас      |
| 2011.      | /               |                    | Скарлет Ортиз и Хорхе Поса       |
| 2009-2010. | Море љубави     |                    | Зурија Вега и Марио Симаро       |
| 2008-2009. | Напуштени анђео |                    | Маите Перони и Вилијам Леви      |
| 2005-2006. | Перегрина       |                    | Африка Савала и Едуардо Капетиљо |
| 2004-2005. | Невина          |                    | Камила Соди и Валентино Ланус    |

## Помоћни продуцент
| Година:    | Оригинални наслов: |
| ---------- | ------------------ |
| 2003-2004. |                    |
| 2002.      |                    |
| 2000-2001. |                    |
| 1999.      |                    |
| 1998.      | ,                  |
| 1997.      |                    |

## Шеф продукције
| Година: | Оригинални наслов: |
| ------- | ------------------ |
| 1992.   |                    |
| 1991.   |                    |

## Награде
| Година: | Категорија:        | Теленовела: | Резултат:  |
| ------- | ------------------ | ----------- | ---------- |
| 2009.   | Најбоља теленовела |             | Номинована |
| 2014.   | Најбоља теленовела |             | Номинована |